# Diego Lugano
Diego Alfredo Lugano Morena (Canelones, 2 novembre 1980) è un ex calciatore uruguaiano, di ruolo difensore, campione del Sud America con la nazionale uruguaiana nel 2011.

## Biografia
Lugano è di origini piemontesi.

## Carriera

### Club
Muove i primi passi nel calcio professionistico nel Nacional Montevideo e nel 2001 si trasferisce al Plaza Colonia con cui disputa due campionati.
Nel 2003 viene ingaggiato dal San Paolo, con cui debutta l'11 maggio 2003 nell'1-1 contro l'Atlético Mineiro. Nel Brasileirão viene utilizzato poco dall'allenatore Oswaldo de Oliveira. Dopo l'addio dell'allenatore, a fine 2003, trova più spazio e viene impiegato sempre con maggior frequenza, fino a diventare un titolare inamovibile della squadra brasiliana. Nel 2005 vince il Campeonato Paulista, la Coppa Libertadores e trionfa anche in Giappone nel Mondiale per club con la vittoria per 1-0 sul Liverpool. Lo stesso anno riceve anche il premio di miglior difensore del Sud America. Nel 2006 Lugano conduce nuovamente il San Paolo al secondo turno della Coppa Libertadores.
Il 21 agosto 2006 viene acquistato dai turchi del Fenerbahçe insieme al suo compagno Edu Dracena. Alla prima stagione vince il Campionato turco e nel 2007-2008 giunge fino ai quarti di finale della Champions League persi contro il Chelsea.
Il 27 agosto 2011 viene ufficializzato il suo passaggio al Paris Saint-Germain per 3 milioni di euro.
Il 21 gennaio 2013 passa in prestito al Malaga. Terminato il prestito, torna al PSG.
Il 3 agosto 2013 viene reso ufficiale il passaggio dal Paris Saint-Germain al West Bromwich Albion. Esordisce con la nuova squadra il 28 settembre 2013 contro il Manchester United subentrando al posto del compagno di squadra Anichebe.
Nel maggio 2014 si svincola dal West Bromwich Albion. Alcuni mesi più tardi, nel marzo 2015, firma un contratto con gli svedesi dell'Häcken fino a giugno con opzione per il rinnovo. Dopo 11 partite, lascia la squadra e nel mese di luglio approda in Paraguay al Cerro Porteño. Nel gennaio 2016 torna al San Paolo con un contratto valido fino al 30 giugno 2017.

### Nazionale
Entrato a far parte della nazionale Celeste dal novembre del 2004, diventato titolare inamovibile e capitano della Nazionale uruguaiana dal 2007, ha partecipato alla Coppa America nel 2007, ai Mondiali di calcio in Sudafrica nel 2010 e alla Coppa America del 2011 in Argentina che ha visto la sua nazionale vincere. Partecipa limitatamente ai Mondiali di calcio in Brasile nel 2014 dove raggiunge gli ottavi di finale.

## Statistiche

### Presenze e reti nei club
Statistiche aggiornate al 16 giugno 2016.
| Stagione                   | Squadra                    | Campionato                 | Campionato | Campionato | Coppe nazionali | Coppe nazionali | Coppe nazionali | Coppe continentali | Coppe continentali | Coppe continentali | Altre coppe | Altre coppe | Altre coppe | Totale | Totale |
| Stagione                   | Squadra                    | Comp                       | Pres       | Reti       | Comp            | Pres            | Reti            | Comp               | Pres               | Reti               | Comp        | Pres        | Reti        | Pres   | Reti   |
| -------------------------- | -------------------------- | -------------------------- | ---------- | ---------- | --------------- | --------------- | --------------- | ------------------ | ------------------ | ------------------ | ----------- | ----------- | ----------- | ------ | ------ |
| 1999                       | Nacional                   | PD                         | 2          | 0          | -               | -               | -               | -                  | -                  | -                  | -           | -           | -           | 2      | 0      |
| 2000                       | Nacional                   | PD                         | 6          | 0          | -               | -               | -               | -                  | -                  | -                  | -           | -           | -           | 6      | 0      |
| 2001                       | Plaza Colonia              | SD                         | 12         | 0          | -               | -               | -               | -                  | -                  | -                  | -           | -           | -           | 12     | 0      |
| 2002                       | Plaza Colonia              | SD                         | 34         | 4          | -               | -               | -               | -                  | -                  | -                  | -           | -           | -           | 34     | 4      |
| Totale Plaza Colonia       | Totale Plaza Colonia       | Totale Plaza Colonia       | 46         | 4          |                 | -               | -               |                    | -                  | -                  |             | -           | -           | 46     | 4      |
| 2003                       | Nacional                   | PD                         | 5          | 0          | -               | -               | -               | CL                 | 1                  | 0                  | -           | -           | -           | 6      | 0      |
| Totale Nacional            | Totale Nacional            | Totale Nacional            | 13         | 0          |                 | -               | -               |                    | 1                  | 0                  |             | -           | -           | 14     | 0      |
| 2003                       | San Paolo                  | A1/SP+A                    | 0+24       | 0+1        | CB              | 1               | 0               | CS                 | 6                  | 1                  | -           | -           | -           | 31     | 2      |
| 2004                       | San Paolo                  | A1/SP+A                    | 6+34       | 0+1        | CB              | 0               | 0               | CL+CS              | 4+4                | 0+0                | -           | -           | -           | 48     | 1      |
| 2005                       | San Paolo                  | A1/SP+A                    | 14+27      | 1+6        | CB              | 0               | 0               | CL+CS              | 13+2               | 1+0                | Cmc         | 2           | 0           | 58     | 8      |
| 2006                       | San Paolo                  | A1/SP+A                    | 12+11      | 0+0        | CB              | 0               | 0               | CL+CS              | 12+0               | 0+0                | -           | -           | -           | 35     | 0      |
| 2006-2007                  | Fenerbahçe                 | SL                         | 24         | 4          | TK              | 5               | 0               | CU                 | 7                  | 1                  | -           | -           | -           | 36     | 5      |
| 2007-2008                  | Fenerbahçe                 | SL                         | 23         | 0          | TK              | 3               | 0               | UCL                | 11                 | 1                  | ST          | 0           | 0           | 37     | 1      |
| 2008-2009                  | Fenerbahçe                 | SL                         | 25         | 7          | TK              | 7               | 0               | UCL                | 9                  | 0                  | -           | -           | -           | 41     | 7      |
| 2009-2010                  | Fenerbahçe                 | SL                         | 25         | 3          | TK              | 8               | 1               | UEL                | 9                  | 1                  | ST          | 0           | 0           | 42     | 5      |
| 2010-2011                  | Fenerbahçe                 | SL                         | 28         | 7          | TK              | 2               | 2               | UCL+UEL            | 0+2                | 1                  | -           | -           | -           | 32     | 9      |
| Totale Fenerbahçe          | Totale Fenerbahçe          | Totale Fenerbahçe          | 125        | 21         |                 | 25              | 3               |                    | 38                 | 4                  |             | 0           | 0           | 188    | 28     |
| 2011-2012                  | Paris Saint-Germain        | L1                         | 12         | 0          | CF+CdL          | 3+1             | 1+0             | UEL                | 5                  | 0                  | -           | -           | -           | 21     | 1      |
| 2012-gen. 2013             | Paris Saint-Germain        | L1                         | 0          | 0          | CF+CdL          | 0               | 0               | UCL                | -                  | -                  | -           | -           | -           | 0      | 0      |
| Totale Paris Saint-Germain | Totale Paris Saint-Germain | Totale Paris Saint-Germain | 12         | 0          |                 | 4               | 1               |                    | 5                  | 0                  |             | -           | -           | 21     | 1      |
| gen.-giu. 2013             | Málaga                     | PD                         | 11         | 0          | CR              | 0               | 0               | UCL                | 0                  | 0                  | -           | -           | -           | 11     | 0      |
| 2013-2014                  | West Bromwich              | PL                         | 9          | 1          | FACup+CdL       | 1+2             | 0               | -                  | -                  | -                  | -           | -           | -           | 12     | 1      |
| 2015                       | Häcken                     | A                          | 11         | 0          | -               | -               | -               | -                  | -                  | -                  | -           | -           | -           | 11     | 0      |
| 2015                       | Cerro Porteño              | DP                         | 16         | 5          | -               | -               | -               | -                  | -                  | -                  | -           | -           | -           | 16     | 5      |
| 2016                       | San Paolo                  | A1/SP+A                    | 2+7        | 0+2        | -               | -               | -               | CL                 | 3                  | 0                  |             |             |             | 12     | 2      |
| Totale San Paolo           | Totale San Paolo           | Totale San Paolo           | 34+103     | 1+10       |                 | 1               | 0               |                    | 44                 | 2                  |             | 2           | 0           | 181    | 13     |
| Totale carriera            | Totale carriera            | Totale carriera            | 380        | 37         |                 | 33              | 4               |                    | 88                 | 6                  |             | 2           | 0           | 503    | 47     |

### Cronologia presenze e reti in nazionale
| Cronologia completa delle presenze e delle reti in nazionale ― Uruguay | Cronologia completa delle presenze e delle reti in nazionale ― Uruguay | Cronologia completa delle presenze e delle reti in nazionale ― Uruguay | Cronologia completa delle presenze e delle reti in nazionale ― Uruguay | Cronologia completa delle presenze e delle reti in nazionale ― Uruguay | Cronologia completa delle presenze e delle reti in nazionale ― Uruguay | Cronologia completa delle presenze e delle reti in nazionale ― Uruguay | Cronologia completa delle presenze e delle reti in nazionale ― Uruguay |
| Data                                                                   | Città                                                                  | In casa                                                                | Risultato                                                              | Ospiti                                                                 | Competizione                                                           | Reti                                                                   | Note                                                                   |
| ---------------------------------------------------------------------- | ---------------------------------------------------------------------- | ---------------------------------------------------------------------- | ---------------------------------------------------------------------- | ---------------------------------------------------------------------- | ---------------------------------------------------------------------- | ---------------------------------------------------------------------- | ---------------------------------------------------------------------- |
| 4-2-2003                                                               | Hong Kong                                                              | Uruguay                                                                | 1 – 1 dts (4 – 2 dtr)                                                  | Iran                                                                   | Amichevole                                                             | -                                                                      | 61’                                                                    |
| 17-11-2004                                                             | Montevideo                                                             | Uruguay                                                                | 1 – 0                                                                  | Paraguay                                                               | Qual. Mondiali 2006                                                    | -                                                                      | 63’                                                                    |
| 26-3-2005                                                              | Santiago                                                               | Cile                                                                   | 1 – 1                                                                  | Uruguay                                                                | Qual. Mondiali 2006                                                    | -                                                                      |                                                                        |
| 30-3-2005                                                              | Montevideo                                                             | Uruguay                                                                | 1 – 1                                                                  | Brasile                                                                | Qual. Mondiali 2006                                                    | -                                                                      |                                                                        |
| 4-6-2005                                                               | Maracaibo                                                              | Venezuela                                                              | 1 – 1                                                                  | Uruguay                                                                | Qual. Mondiali 2006                                                    | -                                                                      |                                                                        |
| 7-6-2005                                                               | Lima                                                                   | Perù                                                                   | 0 – 0                                                                  | Uruguay                                                                | Qual. Mondiali 2006                                                    | -                                                                      | Ammonizione                                                            |
| 8-10-2005                                                              | Quito                                                                  | Ecuador                                                                | 0 – 0                                                                  | Uruguay                                                                | Qual. Mondiali 2006                                                    | -                                                                      | Ammonizione                                                            |
| 12-10-2005                                                             | Montevideo                                                             | Uruguay                                                                | 1 – 0                                                                  | Argentina                                                              | Qual. Mondiali 2006                                                    | -                                                                      | Ammonizione                                                            |
| 16-11-2005                                                             | Sydney                                                                 | Australia                                                              | 1 – 0 dts (4 – 2 dtr)                                                  | Uruguay                                                                | Qual. Mondiali 2006                                                    | -                                                                      |                                                                        |
| 1-3-2006                                                               | Liverpool                                                              | Inghilterra                                                            | 2 – 1                                                                  | Uruguay                                                                | Amichevole                                                             | -                                                                      | 69’                                                                    |
| 15-11-2006                                                             | Tbilisi                                                                | Georgia                                                                | 2 – 0                                                                  | Uruguay                                                                | Amichevole                                                             | -                                                                      | cap.                                                                   |
| 24-3-2007                                                              | Seul                                                                   | Corea del Sud                                                          | 0 – 2                                                                  | Uruguay                                                                | Amichevole                                                             | -                                                                      | cap.                                                                   |
| 2-6-2007                                                               | Sydney                                                                 | Australia                                                              | 1 – 2                                                                  | Uruguay                                                                | Amichevole                                                             | -                                                                      | cap.                                                                   |
| 26-6-2007                                                              | Mérida                                                                 | Uruguay                                                                | 0 – 3                                                                  | Perù                                                                   | Coppa America 2007 - 1º turno                                          | -                                                                      | cap. 44’                                                               |
| 30-6-2007                                                              | San Cristóbal                                                          | Uruguay                                                                | 1 – 0                                                                  | Bolivia                                                                | Coppa America 2007 - 1º turno                                          | -                                                                      | cap.                                                                   |
| 3-7-2007                                                               | Mérida                                                                 | Venezuela                                                              | 0 – 0                                                                  | Uruguay                                                                | Coppa America 2007 - 1º turno                                          | -                                                                      | cap.                                                                   |
| 7-7-2007                                                               | San Cristóbal                                                          | Venezuela                                                              | 1 – 4                                                                  | Uruguay                                                                | Coppa America 2007 - Quarti di finale                                  | -                                                                      | cap.                                                                   |
| 10-7-2007                                                              | Maracaibo                                                              | Uruguay                                                                | 2 – 2 dts (4 – 5 dtr)                                                  | Brasile                                                                | Coppa America 2007 - Semifinale                                        | -                                                                      | cap.                                                                   |
| 14-7-2007                                                              | Caracas                                                                | Uruguay                                                                | 1 – 3                                                                  | Messico                                                                | Coppa America 2007 - Finale 3º posto                                   | -                                                                      | cap. 36’                                                               |
| 17-10-2007                                                             | Asunción                                                               | Paraguay                                                               | 1 – 0                                                                  | Uruguay                                                                | Qual. Mondiali 2010                                                    | -                                                                      | cap.                                                                   |
| 18-11-2007                                                             | Montevideo                                                             | Uruguay                                                                | 2 – 2                                                                  | Cile                                                                   | Qual. Mondiali 2010                                                    | -                                                                      | cap. 68’                                                               |
| 22-11-2007                                                             | San Paolo                                                              | Brasile                                                                | 2 – 1                                                                  | Uruguay                                                                | Qual. Mondiali 2010                                                    | -                                                                      | cap.                                                                   |
| 6-2-2008                                                               | Montevideo                                                             | Uruguay                                                                | 2 – 2                                                                  | Colombia                                                               | Amichevole                                                             | -                                                                      | cap.                                                                   |
| 14-6-2008                                                              | Montevideo                                                             | Uruguay                                                                | 1 – 1                                                                  | Venezuela                                                              | Qual. Mondiali 2010                                                    | 1                                                                      | cap.                                                                   |
| 17-6-2008                                                              | Montevideo                                                             | Uruguay                                                                | 6 – 0                                                                  | Perù                                                                   | Qual. Mondiali 2010                                                    | -                                                                      | cap.                                                                   |
| 20-8-2008                                                              | Sapporo                                                                | Giappone                                                               | 1 – 3                                                                  | Uruguay                                                                | Amichevole                                                             | -                                                                      | cap.                                                                   |
| 6-9-2008                                                               | Bogotà                                                                 | Colombia                                                               | 0 – 1                                                                  | Uruguay                                                                | Qual. Mondiali 2010                                                    | -                                                                      | cap.                                                                   |
| 10-9-2008                                                              | Montevideo                                                             | Uruguay                                                                | 0 – 0                                                                  | Ecuador                                                                | Qual. Mondiali 2010                                                    | -                                                                      | cap.                                                                   |
| 11-10-2008                                                             | Buenos Aires                                                           | Argentina                                                              | 2 – 1                                                                  | Uruguay                                                                | Qual. Mondiali 2010                                                    | 1                                                                      | cap.                                                                   |
| 14-10-2008                                                             | La Paz                                                                 | Bolivia                                                                | 2 – 2                                                                  | Uruguay                                                                | Qual. Mondiali 2010                                                    | -                                                                      | cap.                                                                   |
| 19-11-2008                                                             | Saint-Denis                                                            | Francia                                                                | 0 – 0                                                                  | Uruguay                                                                | Amichevole                                                             | -                                                                      | cap.                                                                   |
| 11-2-2009                                                              | Tripoli                                                                | Libia                                                                  | 2 – 3                                                                  | Uruguay                                                                | Amichevole                                                             | -                                                                      | cap.                                                                   |
| 28-3-2009                                                              | Montevideo                                                             | Uruguay                                                                | 2 – 0                                                                  | Paraguay                                                               | Qual. Mondiali 2010                                                    | 1                                                                      | cap.                                                                   |
| 1-4-2009                                                               | Santiago del Cile                                                      | Cile                                                                   | 0 – 0                                                                  | Uruguay                                                                | Qual. Mondiali 2010                                                    | -                                                                      | cap. 40’                                                               |
| 10-6-2009                                                              | Puerto Ordaz                                                           | Venezuela                                                              | 2 – 2                                                                  | Uruguay                                                                | Qual. Mondiali 2010                                                    | -                                                                      | cap. 82’                                                               |
| 12-8-2009                                                              | Algeri                                                                 | Algeria                                                                | 1 – 0                                                                  | Uruguay                                                                | Amichevole                                                             | -                                                                      | cap. 46’                                                               |
| 5-9-2009                                                               | Lima                                                                   | Perù                                                                   | 1 – 0                                                                  | Uruguay                                                                | Qual. Mondiali 2010                                                    | -                                                                      | cap. 17’                                                               |
| 10-10-2009                                                             | Quito                                                                  | Ecuador                                                                | 1 – 2                                                                  | Uruguay                                                                | Qual. Mondiali 2010                                                    | -                                                                      | cap. 73’                                                               |
| 14-10-2009                                                             | Montevideo                                                             | Uruguay                                                                | 0 – 1                                                                  | Argentina                                                              | Qual. Mondiali 2010                                                    | -                                                                      | cap.                                                                   |
| 14-11-2009                                                             | San José                                                               | Costa Rica                                                             | 0 – 1                                                                  | Uruguay                                                                | Qual. Mondiali 2010                                                    | 1                                                                      | cap.                                                                   |
| 18-11-2009                                                             | Montevideo                                                             | Uruguay                                                                | 1 – 1                                                                  | Costa Rica                                                             | Qual. Mondiali 2010                                                    | -                                                                      | cap.                                                                   |
| 26-5-2010                                                              | Montevideo                                                             | Uruguay                                                                | 4 – 1                                                                  | Israele                                                                | Amichevole                                                             | -                                                                      | cap. 46’                                                               |
| 11-6-2010                                                              | Città del Capo                                                         | Uruguay                                                                | 0 – 0                                                                  | Francia                                                                | Mondiali 2010 - 1º turno                                               | -                                                                      | cap. 90+3’                                                             |
| 16-6-2010                                                              | Pretoria                                                               | Sudafrica                                                              | 0 – 3                                                                  | Uruguay                                                                | Mondiali 2010 - 1º turno                                               | -                                                                      | cap.                                                                   |
| 22-6-2010                                                              | Rustenburg                                                             | Messico                                                                | 0 – 1                                                                  | Uruguay                                                                | Mondiali 2010 - 1º turno                                               | -                                                                      | cap.                                                                   |
| 26-6-2010                                                              | Port Elizabeth                                                         | Uruguay                                                                | 2 – 1                                                                  | Corea del Sud                                                          | Mondiali 2010 - Ottavi di finale                                       | -                                                                      | cap.                                                                   |
| 2-7-2010                                                               | Johannesburg                                                           | Uruguay                                                                | 1 – 1 dts (4 – 2 dtr)                                                  | Ghana                                                                  | Mondiali 2010 - Quarti di finale                                       | -                                                                      | cap. 38’                                                               |
| 10-7-2010                                                              | Port Elizabeth                                                         | Uruguay                                                                | 2 – 3                                                                  | Germania                                                               | Mondiali 2010 - Finale 3º posto                                        | -                                                                      | cap.                                                                   |
| 11-8-2010                                                              | Lisbona                                                                | Angola                                                                 | 0 – 2                                                                  | Uruguay                                                                | Amichevole                                                             | -                                                                      | cap. 60’                                                               |
| 8-10-2010                                                              | Giacarta                                                               | Indonesia                                                              | 1 – 7                                                                  | Uruguay                                                                | Amichevole                                                             | -                                                                      | cap. 46’                                                               |
| 12-10-2010                                                             | Wuhan                                                                  | Cina                                                                   | 0 – 4                                                                  | Uruguay                                                                | Amichevole                                                             | -                                                                      | cap. 68’                                                               |
| 17-11-2010                                                             | Santiago                                                               | Cile                                                                   | 2 – 0                                                                  | Uruguay                                                                | Amichevole                                                             | -                                                                      | cap. 28’                                                               |
| 25-3-2011                                                              | Tallinn                                                                | Estonia                                                                | 2 – 0                                                                  | Uruguay                                                                | Amichevole                                                             | -                                                                      | cap.                                                                   |
| 29-3-2011                                                              | Dublino                                                                | Irlanda                                                                | 2 – 3                                                                  | Uruguay                                                                | Amichevole                                                             | 1                                                                      | cap. 81’                                                               |
| 29-5-2011                                                              | Sinsheim                                                               | Germania                                                               | 2 – 1                                                                  | Uruguay                                                                | Amichevole                                                             | -                                                                      | cap.                                                                   |
| 8-6-2011                                                               | Montevideo                                                             | Uruguay                                                                | 1 – 1 (4 – 3 dtr)                                                      | Paesi Bassi                                                            | Amichevole                                                             | -                                                                      | cap. 79’                                                               |
| 23-6-2011                                                              | Rivera                                                                 | Uruguay                                                                | 3 – 0                                                                  | Estonia                                                                | Amichevole                                                             | -                                                                      | cap.                                                                   |
| 4-7-2011                                                               | San Juan                                                               | Uruguay                                                                | 1 – 1                                                                  | Perù                                                                   | Coppa America 2011 - 1º turno                                          | -                                                                      | cap.                                                                   |
| 8-7-2011                                                               | Mendoza                                                                | Uruguay                                                                | 1 – 1                                                                  | Cile                                                                   | Coppa America 2011 - 1º turno                                          | -                                                                      | cap.                                                                   |
| 12-7-2011                                                              | La Plata                                                               | Uruguay                                                                | 1 – 0                                                                  | Messico                                                                | Coppa America 2011 - 1º turno                                          | -                                                                      | cap.                                                                   |
| 16-7-2011                                                              | Santa Fe                                                               | Argentina                                                              | 1 – 1 dts (4 – 5 dtr)                                                  | Uruguay                                                                | Coppa America 2011 - Quarti di finale                                  | -                                                                      | cap.                                                                   |
| 19-7-2011                                                              | La Plata                                                               | Perù                                                                   | 0 – 2                                                                  | Uruguay                                                                | Coppa America 2011 - Semifinale                                        | -                                                                      | cap. 66’                                                               |
| 24-7-2011                                                              | Buenos Aires                                                           | Uruguay                                                                | 3 – 0                                                                  | Paraguay                                                               | Coppa America 2011 - Finale                                            | -                                                                      | cap.                                                                   |
| 2-9-2011                                                               | Charkiv                                                                | Ucraina                                                                | 2 – 3                                                                  | Uruguay                                                                | Amichevole                                                             | 1                                                                      | cap. 73’                                                               |
| 7-10-2011                                                              | Montevideo                                                             | Uruguay                                                                | 4 – 2                                                                  | Bolivia                                                                | Qual. Mondiali 2014                                                    | 2                                                                      | cap.                                                                   |
| 11-10-2011                                                             | Asunción                                                               | Paraguay                                                               | 1 – 1                                                                  | Uruguay                                                                | Qual. Mondiali 2014                                                    | -                                                                      | cap. 85’                                                               |
| 11-11-2011                                                             | Montevideo                                                             | Uruguay                                                                | 4 – 0                                                                  | Cile                                                                   | Qual. Mondiali 2014                                                    | -                                                                      | cap.                                                                   |
| 15-11-2011                                                             | Roma                                                                   | Italia                                                                 | 0 – 1                                                                  | Uruguay                                                                | Amichevole                                                             | -                                                                      | 33’ 46’                                                                |
| 29-2-2012                                                              | Bucarest                                                               | Romania                                                                | 1 – 1                                                                  | Uruguay                                                                | Amichevole                                                             | -                                                                      | cap.                                                                   |
| 25-5-2012                                                              | Mosca                                                                  | Russia                                                                 | 1 – 1                                                                  | Uruguay                                                                | Amichevole                                                             | -                                                                      | cap.                                                                   |
| 2-6-2012                                                               | Montevideo                                                             | Uruguay                                                                | 1 – 1                                                                  | Venezuela                                                              | Qual. Mondiali 2014                                                    | -                                                                      | cap. 75’ 77’                                                           |
| 15-8-2012                                                              | Le Havre                                                               | Francia                                                                | 0 – 0                                                                  | Uruguay                                                                | Amichevole                                                             | -                                                                      | cap. 50’                                                               |
| 7-9-2012                                                               | Barranquilla                                                           | Colombia                                                               | 4 – 0                                                                  | Uruguay                                                                | Qual. Mondiali 2014                                                    | -                                                                      | cap.                                                                   |
| 11-9-2012                                                              | Montevideo                                                             | Uruguay                                                                | 1 – 1                                                                  | Ecuador                                                                | Qual. Mondiali 2014                                                    | -                                                                      | cap. 6’                                                                |
| 12-10-2012                                                             | Mendoza                                                                | Argentina                                                              | 3 – 0                                                                  | Uruguay                                                                | Qual. Mondiali 2014                                                    | -                                                                      | cap. 51’ 64’                                                           |
| 14-11-2012                                                             | Danzica                                                                | Polonia                                                                | 1 – 3                                                                  | Uruguay                                                                | Amichevole                                                             | -                                                                      | cap.                                                                   |
| 6-2-2013                                                               | Doha                                                                   | Spagna                                                                 | 3 – 1                                                                  | Uruguay                                                                | Amichevole                                                             | -                                                                      | cap.                                                                   |
| 22-3-2013                                                              | Montevideo                                                             | Uruguay                                                                | 1 – 1                                                                  | Paraguay                                                               | Qual. Mondiali 2014                                                    | -                                                                      | cap.                                                                   |
| 26-3-2013                                                              | Santiago del Cile                                                      | Cile                                                                   | 2 – 0                                                                  | Uruguay                                                                | Qual. Mondiali 2014                                                    | -                                                                      | cap.                                                                   |
| 5-6-2013                                                               | Montevideo                                                             | Uruguay                                                                | 1 – 0                                                                  | Francia                                                                | Amichevole                                                             | -                                                                      | cap. 46’                                                               |
| 11-6-2013                                                              | Puerto Ordaz                                                           | Venezuela                                                              | 0 – 1                                                                  | Uruguay                                                                | Qual. Mondiali 2014                                                    | -                                                                      | cap. 69’                                                               |
| 16-6-2013                                                              | Recife                                                                 | Spagna                                                                 | 2 – 1                                                                  | Uruguay                                                                | Conf. Cup 2013 - 1º turno                                              | -                                                                      | cap. 41’                                                               |
| 20-6-2013                                                              | Salvador                                                               | Nigeria                                                                | 1 – 2                                                                  | Uruguay                                                                | Conf. Cup 2013 - 1º turno                                              | 1                                                                      | cap. 79’                                                               |
| 26-6-2013                                                              | Belo Horizonte                                                         | Brasile                                                                | 2 – 1                                                                  | Uruguay                                                                | Conf. Cup 2013 - Semifinale                                            | -                                                                      | cap.                                                                   |
| 30-6-2013                                                              | Salvador                                                               | Uruguay                                                                | 2 – 2 dts (2 - 3 dtr)                                                  | Italia                                                                 | Conf. Cup 2013 - Finale 3º posto                                       | -                                                                      | cap.                                                                   |
| 14-8-2013                                                              | Rifu                                                                   | Giappone                                                               | 2 – 4                                                                  | Uruguay                                                                | Amichevole                                                             | -                                                                      | cap.                                                                   |
| 6-9-2013                                                               | Lima                                                                   | Perù                                                                   | 1 – 2                                                                  | Uruguay                                                                | Qual. Mondiali 2014                                                    | -                                                                      | cap. 16’                                                               |
| 11-10-2013                                                             | Quito                                                                  | Ecuador                                                                | 1 – 0                                                                  | Uruguay                                                                | Qual. Mondiali 2014                                                    | -                                                                      | cap. 18’                                                               |
| 15-10-2013                                                             | Montevideo                                                             | Uruguay                                                                | 3 – 2                                                                  | Argentina                                                              | Qual. Mondiali 2014                                                    | -                                                                      | cap.                                                                   |
| 13-11-2013                                                             | Amman                                                                  | Giordania                                                              | 0 – 5                                                                  | Uruguay                                                                | Qual. Mondiali 2014                                                    | -                                                                      | cap.                                                                   |
| 20-11-2013                                                             | Montevideo                                                             | Uruguay                                                                | 0 – 0                                                                  | Giordania                                                              | Qual. Mondiali 2014                                                    | -                                                                      | cap.                                                                   |
| 5-3-2014                                                               | Klagenfurt am Wörthersee                                               | Austria                                                                | 1 – 1                                                                  | Uruguay                                                                | Amichevole                                                             | -                                                                      | cap. 30’                                                               |
| 30-5-2014                                                              | Montevideo                                                             | Uruguay                                                                | 1 – 0                                                                  | Irlanda del Nord                                                       | Amichevole                                                             | -                                                                      | cap.                                                                   |
| 4-6-2014                                                               | Montevideo                                                             | Uruguay                                                                | 2 – 0                                                                  | Slovenia                                                               | Amichevole                                                             | -                                                                      | cap.                                                                   |
| 14-6-2014                                                              | Fortaleza                                                              | Uruguay                                                                | 1 – 3                                                                  | Costa Rica                                                             | Mondiali 2014 - 1º turno                                               | -                                                                      | cap. 49’                                                               |
| Totale                                                                 |                                                                        | Presenze (10º posto)                                                   | 95                                                                     |                                                                        | Reti                                                                   | 9                                                                      |                                                                        |

## Palmarès

### Club

#### Competizioni nazionali
- Campionato uruguaiano: 1

Nacional: 2000
- Campionato brasiliano: 1

San Paolo: 2006
- Campionato turco: 2

Fenerbahçe: 2006-2007, 2010-2011
- Supercoppa Turca: 2

Fenerbahçe: 2007, 2009

#### Competizioni internazionali
- Coppa Libertadores: 1

San Paolo: 2005
- Coppa del mondo per club: 1

San Paolo: 2005

### Nazionale
- Coppa America: 1

Argentina 2011

### Individuale
- Equipo Ideal de América: 2

2004, 2005
- Bola de Prata: 1

2005